# Теле
Теле (кит. 鐵勒, пиньинь Tiělè; др. тюрк. ‏𐱅𐰇𐰭𐰾‎), также транслитерируется как Дили (кит. 狄 歷), Чили (кит. 敕 勒), Чжиле (кит. 直 勒), также называемые Гаоцзюй или Гаогюй (кит. 高 車 — «высокие повозки») — конфедерация племён тюркского этнического происхождения, живших к северу от Китая и в Средней Азии. Возникли после распада конфедерации хунну. Китайские источники связывают их с более ранними динлинами.

## Чиле и Гаоче
Названия «Чили» и «Гаоче» впервые упоминаются в китайских записях во время кампаний раннего Яна и Дая в 357 и 363 годах соответственно. Однако, в записях Южных Династий к Теле также обращались как к «Динлинам». Название «Гаоче» было прозвищем, данным китайцами.
В Книге Цзинь, написанной Фан Цюаньлином, Чили упомянуто как пятое из 19 племён южных Хунну. Во время господства жужаней Гаоче состояли из 6 племён и двенадцати кланов.

 Гаоче, вероятно являются остатками Красного Бэйди. Первоначально они назывались Дили. Северяне принимают их за Чили. Китайцы их принимают за Гаоче Динлин. Короче говоря, их язык и Хунну (идёт речь о языке) одинаковы, но иногда между ними есть небольшие различия. Или можно сказать, что они (Гаоче) являются младшими родственниками Хунну в прежние времена. 

 Гаоче мигрируют в поисках травы и воды. Они одеваются в шкуры животных и едят мясо. Их крупный рогатый скот и овцы такие же, как у жужаней, но колёса их повозок высокие и имеют очень много спиц. — Вэйшу, 103 год

 Предшественниками Хуэйхэ были Хунну. Потому что обычно они ездят на телегах с высокими колёсами. Их также называли Гаоче, во времена Юань Вэй их также называли Чили, что ошибочно переводится как Теле. — Синь Таншу, 232 год
Одна группа, известная как восточные Гаоче, вероятно, проживала от реки Онон до озера Байкал. Однако их отношения с остальными Гаоче и его племенными компонентами до сих пор неясны.

### Мифологическое происхождение
«История Вэй» сохранила миф о происхождении Гаоче.

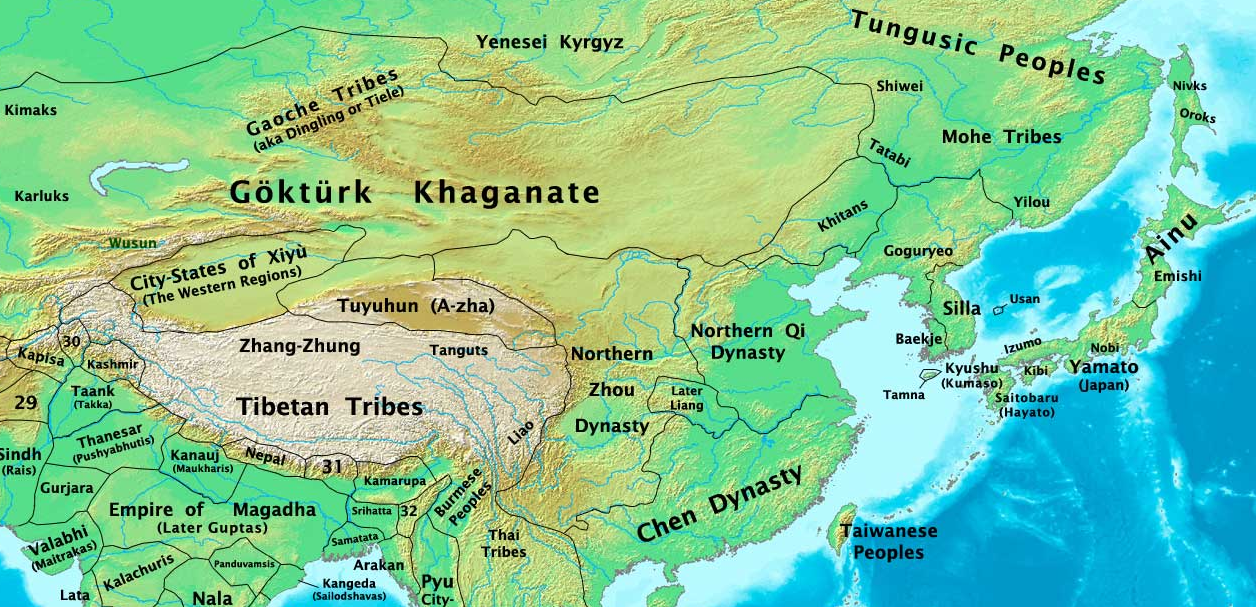
Тюрки Гаоцзюй (Гаоче) и современные азиатские государства около 565 году

 Согласно легендам, у шаньюя хунну было две дочери, обе необычайно красивые. Все жители страны считали их духами. Шаньюй сказал: «Как я могу найти мужей для своих дочерей? Я отдам их на небеса». После этого в пустынном месте, на севере страны он воздвиг высокий помост и посадил на него двух своих дочерей, говоря: «О Небо, пожалуйста, приди и прими их!» Через три года их мать хотела вернуть их, но шаньюй сказал: «Вы не можете, их время ещё не истекло». Через год пришёл старый волк, который с воем день и ночь охранял помост. Он вырыл яму под ним и долго не уходил. Младшая дочь сказала: «Наш отец поместил нас сюда, желая отдать на Небо. Теперь этот волк пришёл сюда, это, наверное, небесное существо, посланное Небесами». Она хотела спуститься и подойти к волку, но старшая сестра в ужасе сказала: «Это зверь! Не позорь наших родителей». Младшая сестра не послушала её, она спустилась и стала женой волка и родила детей. Позже они размножились и образовали государство. Вот почему их люди любят петь длинные песни протяжным голосом, похожим на волчий вой. — Вэйшу, 103 год

### Жужаньское господство
В 391 году вождь жужаней Хэдуохан был убит Туоба Северной Вэй. Брат Хедуохана Шэлунь в отместку совершил набег на несколько зависимых племён Тоба, но потерпел серьезное поражение в 399 году, и был вынужден бежать на запад. Здесь Шэлунь победил племя Хулу и подчинил себе. С помощью Хулу по имени Цзилуохоу Шэлунь завоевал большинство племён Гаоче и 11 марта 402 года провозгласил себя каганом жужаней. Многие Гаоче, такие как Цзилуохоу, получили повышение, чтобы установить лучший контроль над ними.
Во время правления Шэлуня и его преемника Датаня жужани продвинулись до Иссык-Куля, где разгромили усуней и вытеснили их на юг. На востоке они совершили набег на Северную Вэй, прежде чем потерпели поражение 16 июня 429 года. Впоследствии, как сообщается, до 1,5 млн Гаоче были захвачены и расселены в районах, прилегающих к столице Пиньчэну на юге.
После этого поселения они были названы Западными Чили, включая часть пустыни Ордос, к югу от Хуанхэ, известную как Чили Хэчи, Восточные Чили, между Учжоу и пригороды столицы, а также Северные Чили на севере вокруг границ.
Большая часть последних двух, бежала обратно в степь, и о них ничего не было слышно после 524 и 445 годов соответственно. Западное Чили были вызваны скачками, в итоге которых юг и север были ассимилированы.
С потерей многочисленных предметов и жизненно важных ресурсов жужани временно пришли в упадок. Однако в 460 году они предприняли новые походы на запад, уничтожив остатки Северного Ляна. Во время битвы против Хотана в 470 году царь написал в своем умоляющем письме императору Тоба, что все государства на западе подчинились жужаням. В 472 году Юйчэн напал на Северную Вэй через западную границу. К моменту своей смерти в 485 году Юйчэн восстановил каганат до статуса даже более могущественного, чем во времена Датана.
Во время этих войн юго-западная племенная группа Гаоче, известная как фуфулуо, объяденила двенадцать кланов и восстала, но потерпела поражение от жужаней. Они сбежали и основали государство а северо-западе от Гаочана в 487 году. С тех пор мало что известно об остальных Гаоче до экспансии тюрков.

### Фуфулуо
Фуфулуо — племя Гаоче, состоящее из двенадцати кланов, жившее недалеко от государства Гаочан в союзе с Тоба. В 481 году Фуфулуо начали вмешиваться в дела Гаочан и свергли одного из своих князей. Затем Фуфулуо были порабощены жужанями.
После смерти жужанского правителя Юйчэна в 485 году, его воинственный сын Доулунь вёл новые войны против Тоба Северной Вэй.
После разногласий Афучжило предал его, и в 487 году вместе со своим младшим двоюродным братом Цзюнци им удалось своим кланом из более чем 100 тысяч юрт сбежать от преследующих армий во главе с Доулуном и его дядей Нагаем, победив их.
После того, как они поселились, он основал государство под названием Улу Беглик. Как и поздние Киби и Сюеянто в 605 году, Фуфулуо разделили свое правление между севером и югом в Джунгарии.
Фуфулуо объединились с Северной Вэй в 490 году и сражались против жужаней до 541 года, когда они были рассеяны ими.

### Правители Гаоцзюя
| Имя               | Годы правления |
| ----------------- | -------------- |
| 阿伏至羅 Афучжило | 480—496        |
| 彌俄突 Мивоту     | 496—516        |
| 伊匐 Ифу          | 516—534        |
| 越居 Юэцзюй       | 534—537        |
| 比造 Биди         | 537—540        |

### Комментарии
1. ↑  1. Tuge (屠各) 2. Xianzhi (鮮支) 3. Koutou (寇頭) 4. Wutan (烏譚) 5. Chile (赤勒) 6. Hanzhi (捍蛭) 7. Heilang (黑狼) 8. Chisha (赤沙) 9. Yugang (鬱鞞) 10. Weisuo (萎莎) 11. Tutong (禿童) 12. Bomie (勃蔑) 13. Qiangqu (羌渠), 14. Helai (賀賴) 15. Zhongqin (鐘跂) 16. Dalou (大樓), 17. Yongqu (雍屈) 18. Zhenshu (真樹) 19. Lijie (力羯)
2. ↑  1. Di (狄) 2. Yuanhe (袁纥) 3. Hulu (斛律) 4. Jiepi (解批) 5. Hugu (护骨) 6. Yiqijin (异奇斤).
3. ↑  1. Qifuli (泣伏利) 2. Tulu (吐卢) 3. Yizhan (乙旃) 4. Dalian (大连) 5. Kuhe (窟贺) 6. Dabogan (达薄干) 7. A-Lun (阿仑) 8. Moyun (莫允) 9. Qifen (俟分) 10. Fufuluo (副伏罗) 11. Qige (乞袁) 12. Youshupei (右叔沛).
4. ↑  甥 shēng буквально означает «сын сестры» или «зять».
5. ↑  Оригинальный текст: «俗云匈奴單于生二女，姿容甚美，國人皆以為神。單于曰：「吾有此女，安可配人，將以與天。」乃於國北無人之地，築高臺，置二女其上，曰：「請天自迎之。」經三年，其母欲迎之，單于曰：「不可，未徹之間耳。」復一年，乃有一老狼晝夜守臺嘷呼，因穿臺下為空穴，經時不去。其小女曰：「吾父處我於此，欲以與天，而今狼來，或是神物，天使之然。」將下就之。其姊大驚曰：「此是畜生，無乃辱父母也！」妹不從，下為狼妻而產子，後遂滋繁成國，故其人好引聲長歌，又似狼嘷。»